# Rechen (Kläranlage)

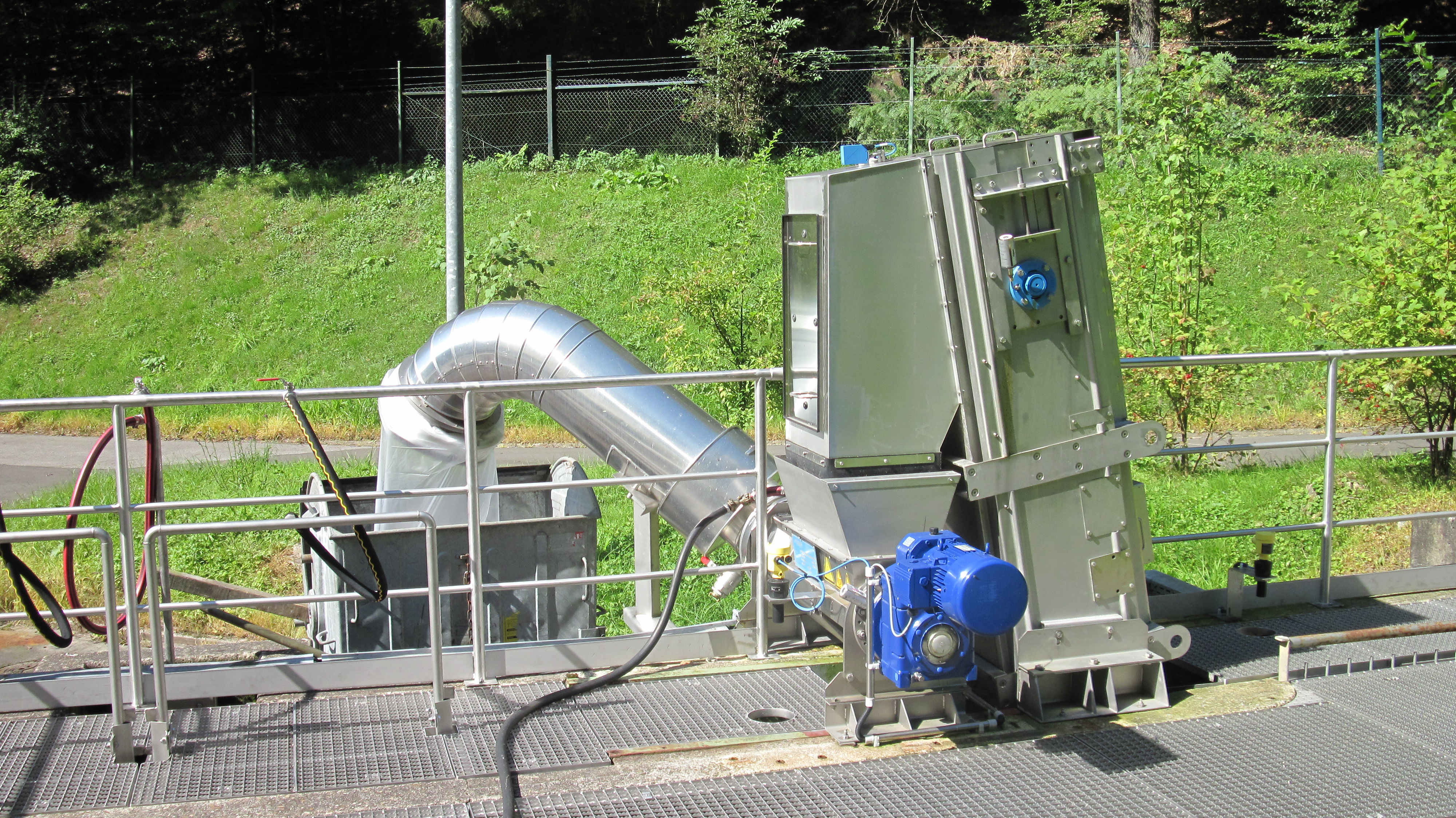
Rechenanlage der Kläranlage Dabringhausen

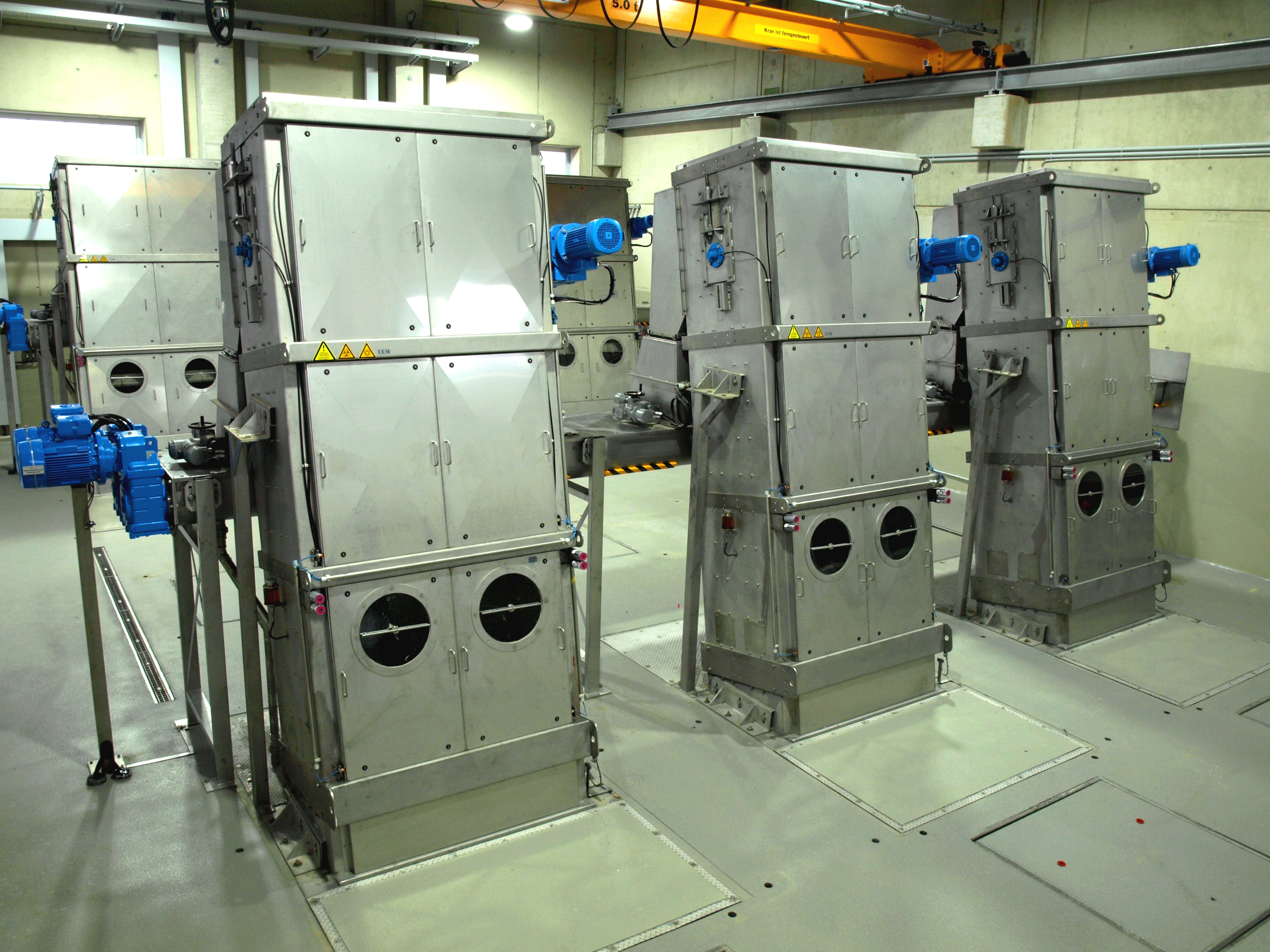
Rechenanlage der Kläranlage Aachen-Soers

Rechen oder Siebe bilden eine wichtige Reinigungsstufe in Kläranlagen. Das Abwasser durchfließt dabei einen Rechen oder ein Sieb, mit denen grobe Inhaltsstoffe zurückgehalten werden. Die abgetrennten Stoffe nennt man Rechengut oder Siebgut. Verfahrenstechnisch handelt es sich um eine Trennung von Feststoffen aus einer Flüssigkeit (ein Teilgebiet der mechanischen Verfahrenstechnik, zu der auch Filtrieren gehört). Rechen und Siebe sind in der Regel die erste Reinigungsstufe in Kläranlagen. Seltener werden Rechen und Siebe am Ablauf des Sandfangs oder im Rücklaufschlammstrom eingesetzt.

## Bauformen
Rechen werden nach unterschiedlichen Kriterien eingeteilt. Am häufigsten zu finden ist die Unterscheidung nach der Größe und der Form der Öffnungsgeometrie.
Eine Einteilung ist auch nach Art der Separationsfläche möglich. Als Rechen werden Einrichtungen mit parallelen Stäben bezeichnet. Gitter, Löcher oder Maschen kennzeichnen ein Sieb. Historisch am weitesten verbreitet sind Stabrechen, aber auch Stufenrechen. Neuere Entwicklungen erhöhen die Rechenfläche und haben dann wegen der geringen Fließgeschwindigkeit durch die Öffnungen einen besseren Feststoffrückhalt. Bei höheren Anforderungen an den Feststoffrückhalt werden Siebe eingesetzt. Dabei ist aber zu beachten, dass bei Sieben oft ein deutlich höherer hydraulischer Verlust entsteht.
Eine weitere Unterscheidung wird nach der Art der Reinigung der Separationsfläche vorgenommen. Es gibt Flächen, die von Hand gereinigt werden, und automatische Reinigungssysteme. Die automatische Reinigung erfolgt über Greifer, Kettenharken oder Exzentersysteme. Siebe haben häufig bewegliche Separationsflächen, die mit Bürsten und Spülleisten abgereinigt werden.

### Grobrechen und -siebe
Grobrechen mit einer Öffnungsgröße von 20 mm und größer werden zum Schutz der mechanischen Anlagenteile und zur Vermeidung von Verstopfungen eingesetzt.

### Mittelrechen und -siebe
Mittelrechen mit einer Öffnungsgröße von 8 mm bis unter 20 mm werden ebenfalls zum Schutz der mechanischen Anlagenteile und zur Vermeidung von Verstopfungen eingesetzt.

### Feinrechen und -siebe
Feinrechen mit einer Öffnungsgröße von über 1 mm bis unter 8 mm werden zum Schutz empfindlicher Maschinen und Anlagenteile der Kläranlage und zur Verringerung der Feststoffansammlung im Schlamm verwendet. Mit dem Einsatz der Feinrechen wird das Ziel verfolgt, Feststoffe möglichst weitgehend zu entfernen.

### Feinstrechen und -siebe
Müssen besonders störanfällige Maschinen und Anlagenteile der Kläranlage wie Membrananlagen geschützt werden, werden Feinsiebe mit einer Öffnungsgröße 0,05 mm bis unter 1 mm eingesetzt. Dabei wird die Separationsfläche meist nach kurzer Zeit vollständig mit Rechengut belegt. Es handelt sich deshalb eher um eine Filtration, bei der auch Partikel, die kleiner als die Öffnungsgeometrie sind, zurückgehalten werden.

### Mikrosiebe
Mikrosiebe mit einer Öffnungsgröße von unter 0,05 mm werden für höchste Anforderungen an den Rückhalt von sehr feinen Partikeln eingesetzt.

### Rechengut
Rechengut hat direkt nach der Entnahme einen Wassergehalt von über 85 %. Der Feststoff besteht hauptsächlich aus organischen Substanzen wie z. B. Toilettenpapier, Fäkalien und Lebensmittelresten. Mineralische Bestandteile wie Sand und Ton haben einen Anteil von 4 bis 9 %. Beim Einsatz von Feinrechen und Feinsieben ist zunehmend Sand enthalten. Rechengut kann alle Arten von Zivilisationsmüll enthalten. Dazu gehören auch Verpackungen, Gebisse, Kanthölzer und Autoreifen. Problematisch sind im Abwasser enthaltene Fasern (Textilfasern, Haare, Papier und Kunststoffe). Durch ihre Struktur neigen sie zur Verzopfung und können bei Pumpen und Rührern zu Schäden führen. Besonders problematisch sind die in letzter Zeit immer häufiger genutzten Feuchttücher und Vliese, die sich im Gegensatz zu normalem Toilettenpapier im Schmutzwasserkanal nicht oder nur unzureichend auflösen. Die eingewobenen Kunststofffasern weisen eine extreme Reißfestigkeit auf und können zu erheblichen Betriebsproblemen an Pumpen und Rechen führen.
Aus dem häuslichen Abwasser werden in Westeuropa zwischen 5 und 15 Liter Rohrechengut pro Einwohner und Jahr entnommen. Durch die Auswaschung von leicht löslichen organischen Bestandteilen und die Verdichtung des Rechengutes verringert sich der Wassergehalt auf 50 bis 70 % und die zu entsorgende Menge im Mittel auf 2,2 kg Rechengut pro Einwohner und Jahr. Je nach Lebensgewohnheiten kann die Menge in anderen Ländern stark abweichen. Rechengut ist ein hygienisch problematischer Abfall, der in Deutschland nicht deponiert werden darf. Deshalb erfolgt die Entsorgung am häufigsten durch Kompostieren oder Verbrennen.